# Innuendo (canción)
«Innuendo» (en español: "Insinuación") es el nombre de una famosa canción del grupo de rock británico Queen, y la primera pieza del disco homónimo. Pese a haber sido acreditada a toda la banda,  fue escrita principalmente por Freddie Mercury, con ayuda de Roger Taylor, pero acreditada a Queen. Es la pista de apertura del álbum del mismo nombre y fue lanzada como el primer sencillo del álbum. Con sus 6:30 minutos de duración, esta es la tercera canción más larga del grupo después de The March of the Black Queen (6:33) y de The Prophet's Song (8:21). La canción fue número uno en el ranking musical británico y primera en las listas británicas. 
Innuendo incluye un solo de guitarra flamenca a cargo de Steve Howe (el guitarrista de Yes) en forma de interludio, el cual trae reminiscencias a los Queen de antaño, al Hard rock y al Art rock.
Es conocida como la Bohemian Rhapsody de los años 90.

## Composición
Innuendo fue elaborado como un rompecabezas. El tema de hacer una canción con reminiscencias de un bolero comenzó en medio de una jam session entre Brian May, John Deacon y Roger Taylor, a la cual Freddie Mercury agregó la melodía y parte de la letra (que después fue completada por Roger Taylor).
Según comentarios de May a Guitar Magazine en octubre de 1994, el ritmo medio pertenece a Mercury, donde puede apreciarse el solo de guitarra, luego un puente de influencia clásica y a continuación una vez más el solo pero con guitarra eléctrica. Esta sección es particularmente compleja, ya que sigue un patrón de tres compases en 5/4 (que no suele encontrarse en la música popular) seguido por cuatro compases en 3/4 (más frecuente).
La sección "You can be anything you want to be" ("Tú puedes ser cualquier cosa que quieras ser") presenta una orquestación muy sofisticada, realizada por Mercury y el productor David Richards con el popular teclado/sintetizador Korg M1. Mercury había realizado arreglos para orquestas durante su carrera solista, y cerró el álbum previo de Queen con Was It All Worth It, que incluía un interludio al estilo de Gershwin también realizado en un sintetizador M1.

## La participación de Steve Howe
Steve Howe y Mercury eran amigos desde hacía varios años, desde sus frecuentes encuentros en Townhouse Studios en Londres. Yes había estado grabando en Mountain Studios en 1978, poco antes que Queen los comprara, y el álbum debut de Asia (grupo al que también pertenecía Howe) había sido producido por el ingeniero de sonido de Queen, Mike Stone.
En 1988, Paul Sutin había lanzado su primer álbum y comenzado a grabar el segundo. En ese primer álbum, Steve Howe había sido guitarrista y bajista, y Sutin le pidió que produjese el nuevo álbum, a lo que Howe accedió. Esta vez, Howe no tocó el bajo, sólo la guitarra y el teclado, pero todas las partes de la batería en Voyager fueron realizadas por su hijo. Howe viajó a Ginebra (Suiza) para grabar su parte a comienzos de 1989. Durante un descanso, condujo hasta Montreux, donde se detuvo para almorzar. Allí se encontró con Martin Gloves (quien había trabajado para Yes y que ahora era el supervisor de equipo de Queen), y este le dijo que Queen en ese momento estaba en el estudio.
Freddie Mercury reconoció a Steve Howe tan pronto como entró al estudio y (según el productor David Richards, que también había trabajado con Yes en el pasado) le pidió tocara un poco la guitarra. Otra versión afirma que fue Brian May quien le pidió tocase el ritmo flamenco. En una entrevista durante 1991, May admitió que él no podría haber tocado la parte que grabó Howe.

## Vídeo
Fue producido en 1990. Para acompañar al sencillo se creó un vídeo musical muy elaborado que incorporaba figuras de plastilina similares al arte de la cubierta del álbum; las figuras eran animadas utilizando la técnica de stop-motion. Los miembros de la banda aparecen únicamente como ilustraciones e imágenes tomadas principalmente de vídeos anteriores de Queen (como por ejemplo El concierto en Wembley de 1986, The Miracle, Scandal, Breakthru, The Invisible Man y I Want It All). Representando cada uno un estilo artístico, se muestran en una pantalla de cine que compone el decorado. Mercury aparece dibujado en el mismo estilo de Leonardo da Vinci, May en el estilo de Claude Monet, Taylor en el estilo de Jackson Pollock y Deacon en el de Pablo Picasso. En el video también aparece un montaje de imágenes y fotografías históricas e internacionales, y la compañía productora DoRo (que produjo todos los sencillos del álbum Innuendo) obtuvo un premio Monitor en la categoría "Mejor logro en un video musical".
Un primer corte del vídeo fue prohibido en las cadenas de televisión estadounidenses debido a que contenía imágenes de la Guerra del Golfo. Se lanzó un video alternativo (sin las imágenes en cuestión) que sí fue emitido en los Estados Unidos.

## En directo
La canción nunca fue interpretada en directo por el grupo, ya que su última gira fue el Magic Tour de 1986. Es por este motivo que ninguna canción del álbum Innuendo fue tocada en vivo por el grupo en vida de Freddie Mercury.
No obstante, la canción sí se interpretó en el Concierto homenaje a Freddie Mercury el 20 de abril de 1992, por los tres miembros restantes de Queen y por Robert Plant a la voz, aunque la actuación del excantante de Led Zeppelin fue mediocre, comenzó sin oírsele al micrófono y se le olvidó la letra en algunos momentos. Por este motivo, Plant pidió que dicha actuación se eliminase del VHS oficial del evento, así como de la posterior reedición en DVD.

## Créditos y personal
- Escrita por: Queen
- Producida por: Queen y David Richards

- Músicos:

Queen
- Freddie Mercury: voz líder y coros, teclados
- Brian May: guitarras eléctricas, guitarras clásicas
- John Deacon: bajo
- Roger Taylor: batería, percusión

Músicos adicionales
- Steve Howe: guitarras clásicas, solo de guitarra española
- David Richards: programación de teclado

## Versión alternativa
Robert Plant interpretó la canción, junto con partes de Kashmir y Thank You (canciones de Led Zeppelin ambas), acompañando a los tres miembros sobrevivientes de Queen (May, Taylor y Deacon) en el Concierto en Tributo a Freddie Mercury de 1992 en el Estadio de Wembley. Sin embargo, la canción fue dejada de lado en el DVD Tributo a Freddie Mercury a pedido por petición de Plant porque no había podido recordar la letra y, en consecuencia, dejando partes al aire y porque aquel día se encontraba enfermo de la garganta y no la había podido interpretar correctamente.
La "versión explosiva" de la canción incluye un sonido similar al de una bomba atómica, luego que o después de que Mercury cante "till the end of time".

## Versiones
Chris Daughtry, participante de American Idol, interpretó Innuendo en la "Noche de Queen" en abril de 2006.
La banda de metal progresivo Queensrÿche también realizó una versión de la canción en su álbum de 2007 Take Cover.
La banda Antares Force interpretó Innuendo en uno de sus espectáculos el 29 de enero de 2010.

## Posición en los distintos rankings musicales
- N° 1 (Reino Unido: oro; Portugal; Sudáfrica)
- N° 3 (Suiza)
- N° 4 (Países Bajos)
- N° 5 (Alemania)
- N° 6 (Italia)
- N° 12 (Austria)
- N° 17 (Estados Unidos, Modern Rock Tracks)
- N° 27 (Australia)

| Predecesor: Sadness Part I de Enigma | Sencillos N° 1 en el Reino Unido 27 de enero de 1991 | Sucesor: 3 a.m. Eternal de The KLF |